# Tratado de Brömsebro

El Tratado de Brömsebro. En marrón, los territorios cedidos a Suecia por Dinamarca-Noruega de forma definitiva; en amarillo, los territorios cedidos por un período de treinta años.

El Tratado de Brömsebro (conocido también como Paz de Brömsebro) fue firmado el 13 de agosto de 1645 entre Suecia y Dinamarca-Noruega para poner fin a la guerra de Torstenson, un conflicto bilateral que había estallado en 1643 y que formaba parte de la más amplia guerra de los Treinta Años. Las negociaciones entre las dos naciones principiaron en febrero del mismo año en el pueblo de Brömsebro, en la frontera entre las provincias de Småland y Blekinge. El poderío militar de Suecia obligó a Dinamarca a aceptar sus exigencias y a cederle las provincias, entonces noruegas, de Jämtland, Härjedalen y Idre & Särna, además de la isla de Gotland y Ösel, situadas en el mar Báltico. La cesión de las islas reforzó el dominio sueco del comercio entre el Báltico interior y Europa occidental.
Dinamarca eximió asimismo del pago de aranceles a los barcos suecos en el Elba y los estrechos de Sonda, el Gran Belt y el Pequeño Belt. Como garantía de este acuerdo, Suecia recibió la provincia de Halland por un período de treinta años.
En 1658 fue firmado el Tratado de Roskilde, que endurecía los términos pactados en Brömsebro.